# Valtteri Filppula
Valtteri Filppula (ur. 20 marca 1984 w Vantaa) – fiński hokeista, reprezentant Finlandii, dwukrotny olimpijczyk.
Jego starszy brat Ilari (ur. 1981) także został hokeistą.

## Kariera
- Kiekko-Vantaa U16 (1998–2000)
- Jokerit U18 (2000–2002)
- Jokerit (2001–2003)
  -  Suomi U20 (2004)
- Jokerit (2004–2005)
- Grand Rapids Griffins (2005–2006)
- Detroit Red Wings (2005–2013)
  -  Jokerit (2012-2013)
- Tampa Bay Lightning (2013-2017)
- Philadelphia Flyers (2017-2018)
- New York Islanders (2018-2019)
- Detroit Red Wings (2019-2021)
- Servette Genewa (2021-)

Wychowanek klubu EVU. Od 2005 zawodnik Detroit Red Wings. Od września 2012 na okres lokautu w sezonie NHL (2012/2013) związany rocznym kontraktem z poprzednim klubem Jokerit. Od lipca 2013 zawodnik Tampa Bay Lightning związany pięcioletnim kontraktem. Od marca 2017 zawodnik Philadelphia Flyers Od lipca 2018 zawodnik New York Islanders. Od lipca 2019 zawodnik Detroit Red Wings. W sierpniu 2021 został zaangażowany przez szwajcarski klub Servette Genewa.
Uczestniczył w turniejach zimowych igrzysk olimpijskich 2010, 2022 (w 2022 był kapitanem kadry), mistrzostw świata edycji 2012, 2017, 2022, Pucharu Świata 2016. W 2014 kontuzja wykluczyła jego udział w igrzyskach olimpijskich 2014 w Soczi. Został wybrany chorążym ekipy Finlandii na Zimowe Igrzyska Olimpijskie 2022.

## Sukcesy
Reprezentacyjne
- Brązowy medal mistrzostw świata juniorów do lat 20: 2003, 2004
- Brązowy medal zimowych igrzysk olimpijskich: 2010
- Złoty medal zimowych igrzysk olimpijskich: 2022
- Złoty medal mistrzostw świata: 2022

Klubowe
- Srebrny medal mistrzostw Finlandii: 2005 z Jokeritem
- Puchar Stanleya: 2008 z Detroit Red Wings

Indywidualne
- SM-liiga (2003/2004):
  - Pierwsze miejsce w klasyfikacji asystentów wśród pierwszoroczniaków: 13 asyst
- Mistrzostwa świata juniorów do lat 20 w 2004:
  - Skład gwiazd turnieju
- Mistrzostwa Świata w Hokeju na Lodzie 2012/Elita:
  - Jeden z trzech najlepszych zawodników reprezentacji
- Hokej na lodzie na Zimowych Igrzyskach Olimpijskich 2022 – turniej mężczyzn:
  - Trzecie miejsce w klasyfikacji skuteczności we wznowieniach turnieju: 65,43%[9]

Wyróżnienie
- Triple Gold Club (2022)[10]

## Statystyki
| 2003–2004 | Jokerit               | SM-liiga  | 49 | 5  | 13 | 18 | 6  | -- | -- | -- | -- | -- |
| 2004–2005 | Jokerit               | SM-liiga  | 55 | 10 | 20 | 30 | 20 | 12 | 5  | 6  | 11 | 2  |
| 2005-2006 | Detroit Red Wings     | NHL       | 4  | 0  | 1  | 1  | 2  | -- | -- | -- | -- | -- |
| 2005–2006 | Grand Rapids Griffins | AHL       | 74 | 20 | 50 | 70 | 30 | 16 | 7  | 9  | 16 | 4  |
| 2006-2007 | Detroit Red Wings     | NHL       | 73 | 10 | 7  | 17 | 20 | 18 | 3  | 2  | 5  | 2  |
| NHL razem | NHL razem             | NHL razem | 77 | 10 | 8  | 18 | 22 | 18 | 3  | 2  | 5  | 2  |